# Mändelgewicht
Das Mändelgewicht, ein Dukatengewicht, war eine Masseneinheit zum Wägen von Goldmünzen.
Kaiser Karl VI. verfügte per Dekret vom 12. Dezember 1737, dass kein anderes Gewicht für das Wägen von Goldmünzen verwendet werden durfte. Es wurde als das „wahre Reichs-Dukatengewicht“ bezeichnet. Es war eine alte Bezeichnung für das deutsche Gewicht, wurde aber auch in Österreich verwendet.
Ein Dukaten wog  60 As und 67 Stück entsprachen einer Kölnischen Mark.